# Deinbollia nyasica
Deinbollia nyasica är en kinesträdsväxtart som beskrevs av Arthur Wallis Exell. Deinbollia nyasica ingår i släktet Deinbollia och familjen kinesträdsväxter. Inga underarter finns listade i Catalogue of Life.